# 頭汴坑溪
頭汴坑溪位於台灣中部，屬於烏溪水系，為大里溪支流，河長22.33公里，流域面積96.38平方公里，分佈於臺中市大里區東北端、太平區大部分地區及新社區西南端。主流上游名為北坑溪，其源流為茄苳寮溪，發源於新社區大橫屏山山脈東側，向南轉西流經茄苳寮、抽藤坑，進入太平區境匯集另一支流後，改稱為北坑溪，續向西流經北坑子、九層頭，再轉向南流經苦苓腳坑，至內城匯集東汴坑溪後，始稱為頭汴坑溪。本流向西北後轉西南流經石壁子、頭汴街仔、中平里，於大里區大突寮附近注入大里溪。

## 頭汴坑溪主要支流
- 頭汴坑溪：臺中市大里區、太平區、新社區
  - 牛角坑溪：臺中市大里區、太平區
  - 東汴坑溪：臺中市太平區
    - 茅埔坑溪
      - 南溪

    - 濁水坑溪
    - 清水坑溪

  - 北坑溪：臺中市太平區、新社區
    - 茄苳寮溪：臺中市太平區、新社區